# 아마쓰역
아마쓰역(일본어: 天津駅)은 일본 오이타현 우사시에 위치한 규슈 여객철도 소속 철도역이며, 닛포 본선의 정차역이다.

## 역 구조
섬식 승강장 1면 2선을 가지는 지상역. 목조 역 서점이 있다. 무인역이지만, 명예 역장을 마련하고 있다.

## 역 주변
- 후타바 산 신사

## 인접 역
| 닛포 본선          | 닛포 본선     | 닛포 본선                     |
| ------------------ | ------------- | ----------------------------- |
| 이마즈 고쿠라 방면 | ■ 쾌속 · 보통 | 부젠젠코지 가고시마 중앙 방면 |